# Chiesa di Santa Maria Assunta (Tesimo)
La chiesa di Santa Maria Assunta (in ted. Maria Himmelfahrt) è la parrocchiale di Tesimo, in provincia di Bolzano e diocesi di Bolzano-Bressanone; fa parte del decanato di Lana-Tesimo.

## Storia

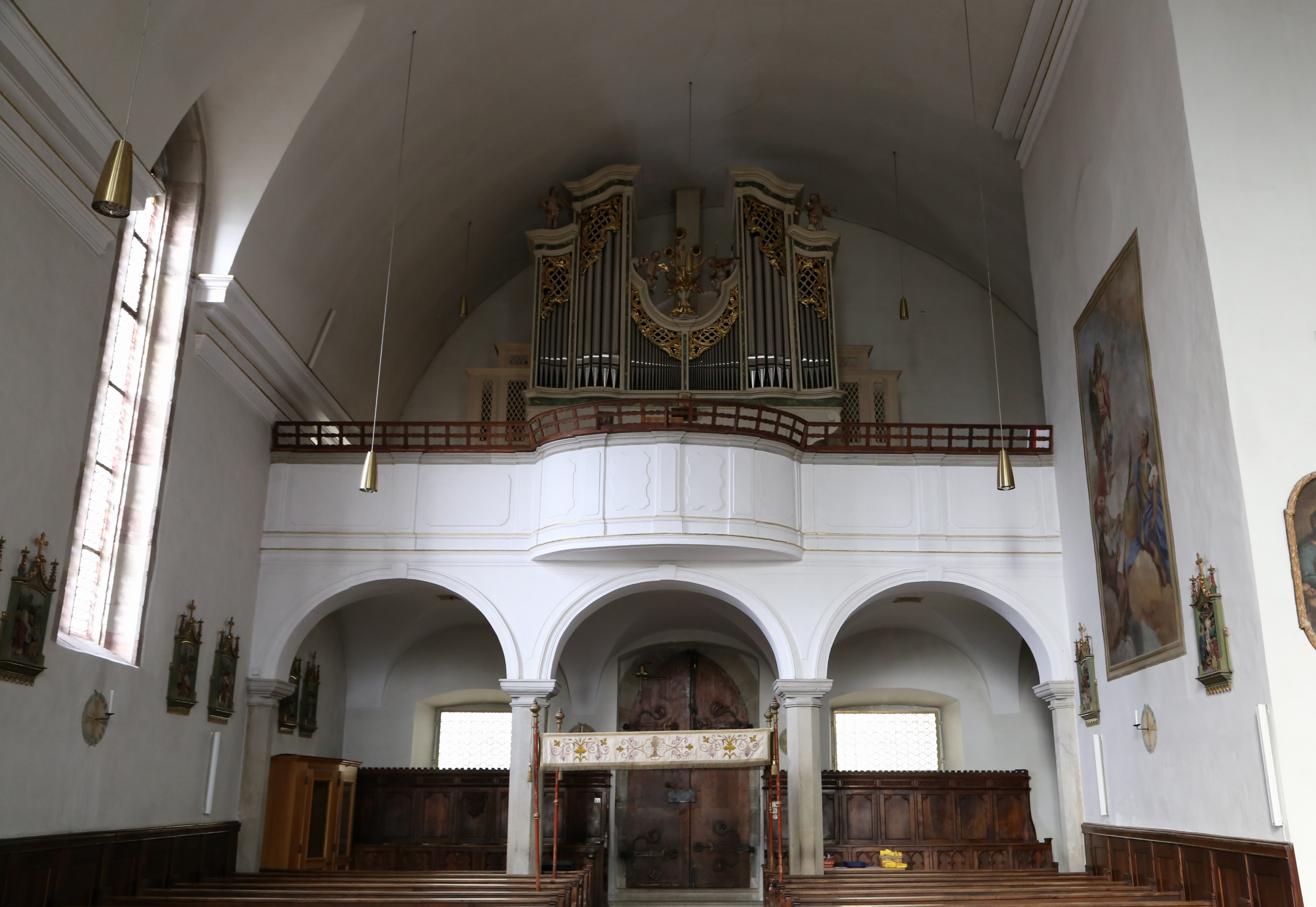
La cantoria e l'organo

La prima citazione di una chiesa a Tesimo, sotto la cui giurisdizione ricadeva buona parte delle cappelle della media Valle dell'Adige, risale al 1194. Nel 1435 il suo parroco, her Cristoff Höngler pharrer auf Tysens, fa parte della schiera di clerici che assolvonoi al cosidetto Anniversario Austriaco istituito presso la Parrochiale di Bolzano.
L'originario edificio, che era in stile romanico, fu oggetto di un rifacimento nel XVI secolo, che lo trasformò in stile gotico.

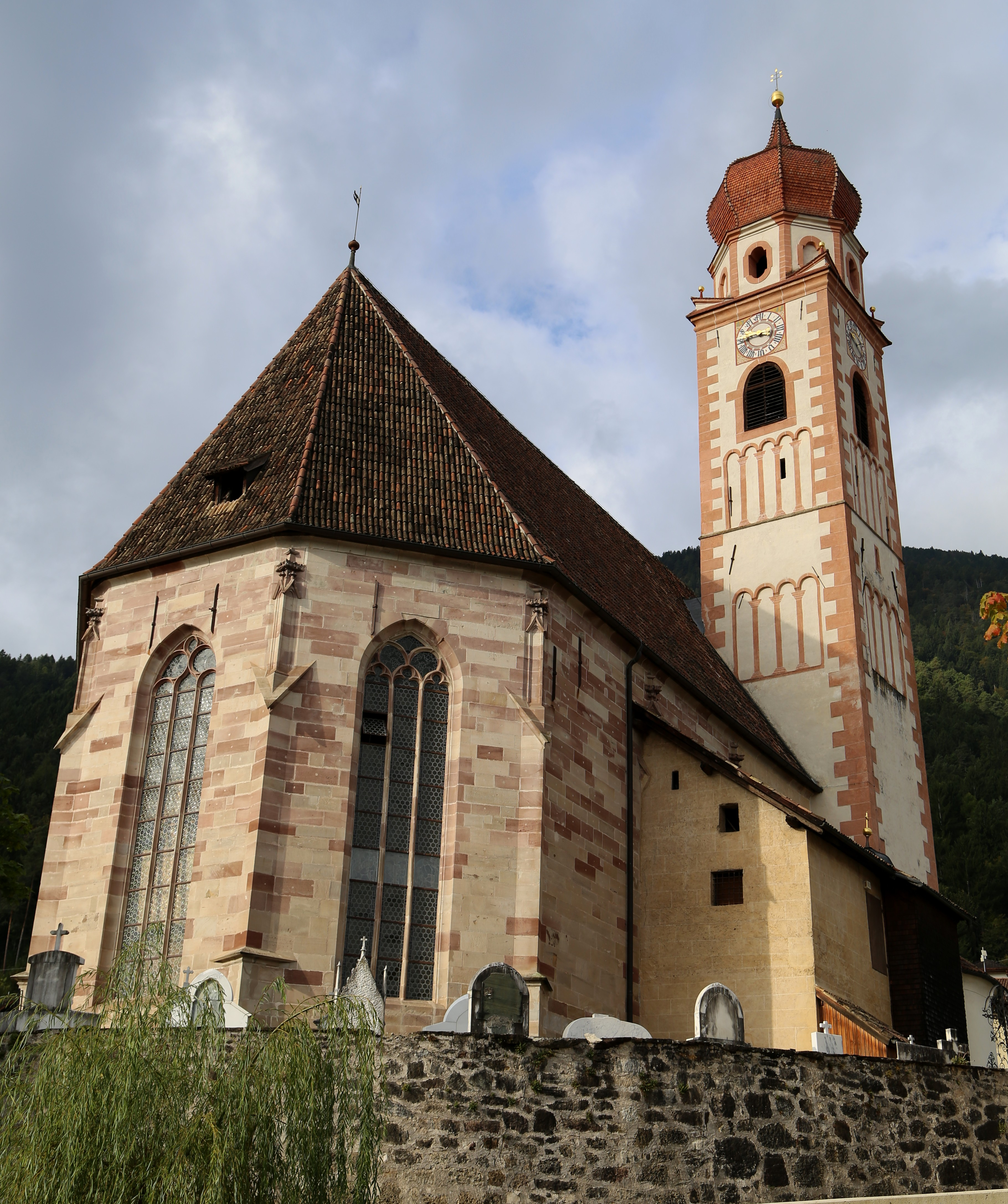
L'abside

Nel XVIII secolo venne aggiunta la cappella laterale, sormontata da una lanterna; nel 1886 l'intera parrocchiale fu interessata da un intervento di ristrutturazione.

## Descrizione

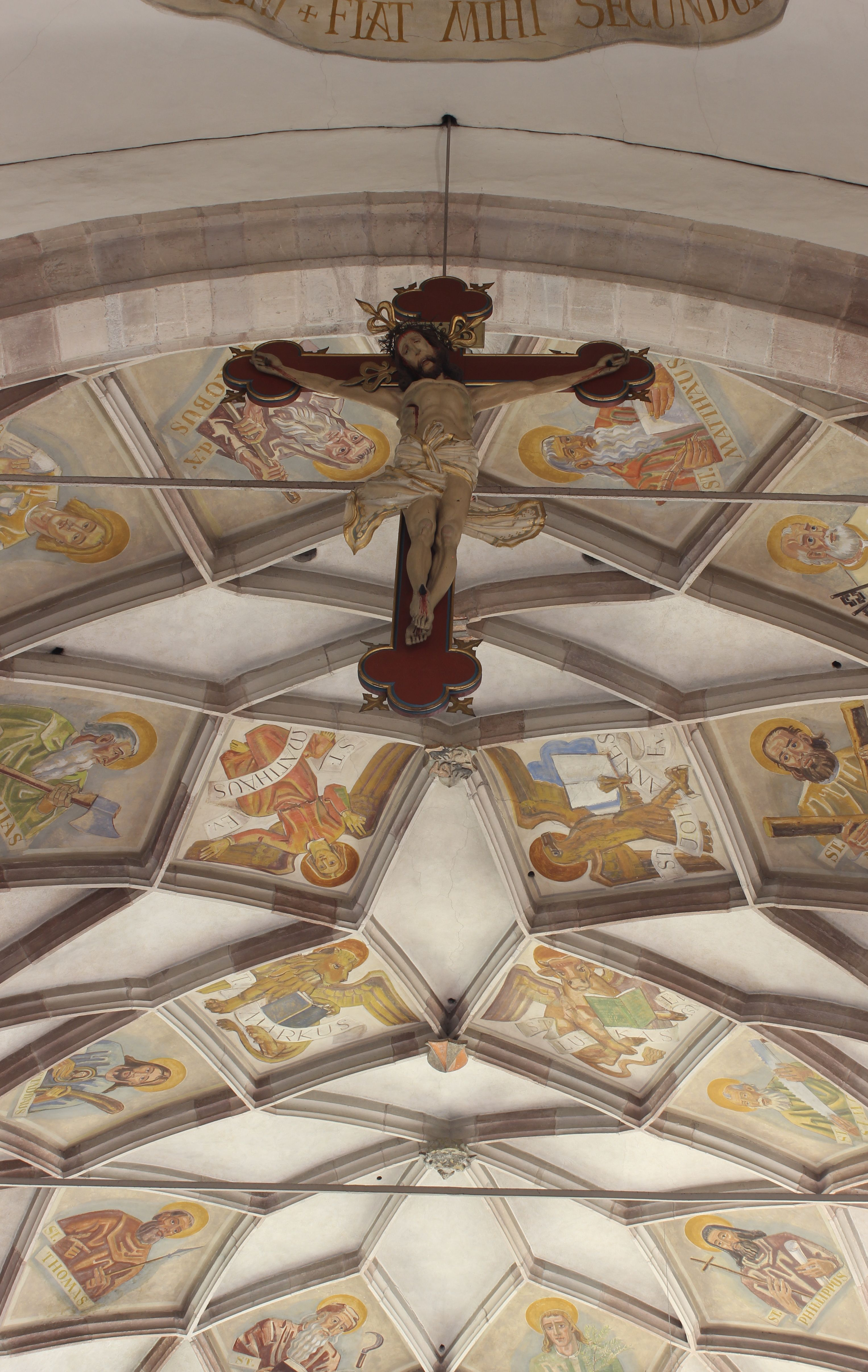
Particolare della volta a reticolo

### Esterno
La facciata intonacata della chiesa, a capanna, è preceduta da un portico con tetto in scandole che ripara il portale d'ingresso; superiormente si apre nel mezzo un rosone, mentre a coronamento si eleva un timpano triangolare, all'interno del quale sono poste due piccole feritoie a tutto sesto. I prospetti laterali, invece, sono in parte intonacati e in parte rivestiti da conci di pietra, che proseguono anche sul retro nell'abside poligonale, caratterizzata dalla presenza di grandi monofore a sesto acuto chiuse da vetrate.
Annesso alla parrocchiale è il campanile, abbellito da alcuni dipinti eseguiti nel 1780 da Carl Henrici; la cella presenta quattro monofore a tutto sesto e termina con un tamburo ottagonale sopra il quale si innesta la copertura a cipolla. In cella campanaria è collocato un pregevole concerto di 6 campane in Mi3 (Mi3, Fa#3, Sol#3, Si3, Do#4, Mi4) elettrificate a slancio tirolese (la piccola a slancio normale) tutte fuse dalla ditta austriaca Grassmayr nel 1959 a eccezione del campanone, un notevole bronzo di 1995 kg fuso da Simon Hofer di Lana (BZ) nel 1577. È presente anche la campana dell'agonia.

### Interno
L'interno dell'edificio si compone di un'unica navata voltata a botte, le cui pareti sono caratterizzate da una cornice aggettante; al termine dell'aula si sviluppa il presbiterio, scandito dai pilastri sorreggenti i costoloni della volta a reticolo e chiuso dall'abside poligonale.
Qui sono conservate diverse opere di pregio, tra le quali gli affreschi dipinti da Conrad Waider, alcune pitture su vetro eseguite dalla Scuola di Augusta verso il 1520, una raffigurazione di Gesù Cristo, realizzata nel 1796, e il fonte battesimale, caratterizzato da una copertura lignea.